# Copa América Centenario
Copa América Centenario var en fotbollsturnering som spelades för att fira 100-årsjubileet av Copa América, världens äldsta ännu pågående internationella landslagstävling, och spelades i USA under juni 2016. Turneringen var extrainsatt mellan de ordinarie turneringarna 2015 och 2019. Totalt deltog 16 lag från Conmebol och Concacaf i turneringen, varav tolv lag blivit speciellt inbjudna (samtliga lag från Sydamerika samt Mexiko och USA), medan fyra andra lag fick kvala in genom sina resultat i Copa Centroamericana, Karibiska mästerskapet och Concacaf Gold Cup.
De sexton lagen delades upp i fyra grupper med fyra lag i varje grupp, där varje lag spelade mot de andra lagen i sin grupp en gång, vilket innebar att alla lag spelade tre matcher vardera. Efter gruppspelet avancerade de två främsta lagen i varje grupp till ett slutspel bestående av totalt åtta lag, inlett med kvartsfinaler. I turneringen spelades både en bronsmatch och en final, där finalen blev den sista matchen som spelades den 26 juni 2016.

## Spelorter och arenor
Copa América Centenario spelas på tio orter och på tio olika arenor i USA. Två värdstäder ligger på västkusten i Kalifornien, en värdstad ligger på Gulfkusten, Houston i Texas (NRG Stadium), fyra värdstäder befinner sig längs med östkusten, tre i den norra delen samt en i Florida, Orlando (Camping World Stadium).
| Spelorter under Copa América Centenario i USA                                                                                      | Spelorter under Copa América Centenario i USA                                                                                      | Spelorter under Copa América Centenario i USA                                                                                      | Spelorter under Copa América Centenario i USA | Spelorter under Copa América Centenario i USA |
| Seattle | Chicago | Foxborough | East Rutherford | Philadelphia |
| --- | --- | --- | --- | --- |
| CenturyLink Field Kapacitet: 67 000                                                                                                | Soldier Field Kapacitet: 63 500 | Gillette Stadium Kapacitet: 68 756                                                                                                 | MetLife Stadium Kapacitet: 82 566 | Lincoln Financial Field Kapacitet: 69 176 |
| Santa Clara | Pasadena | Glendale | Houston | Orlando |
| Levi's Stadium Kapacitet: 68 500                                                                                                   | Rose Bowl Kapacitet: 92 542 | University of Phoenix Stadium Kapacitet: 63 400                                                                                    | NRG Stadium Kapacitet: 71 795 | Camping World Stadium Kapacitet: 60 219 |
| · Seattle Chicago Foxborough East Rutherford Philadelphia Santa Clara Pasadena Glendale Houston Orlando Karta över spelorter i USA | · Seattle Chicago Foxborough East Rutherford Philadelphia Santa Clara Pasadena Glendale Houston Orlando Karta över spelorter i USA | · Seattle Chicago Foxborough East Rutherford Philadelphia Santa Clara Pasadena Glendale Houston Orlando Karta över spelorter i USA | Koordinater för arenorna: \| CenturyLink Field: \| 47°35′42″N 122°19′55″V / 47.595°N 122.332°V \| \| Soldier Field: \| 41°51′43″N 87°37′01″V / 41.862°N 87.617°V \| \| Gillette Stadium: \| 42°05′28″N 71°15′50″V / 42.091°N 71.264°V \| \| MetLife Stadium: \| 40°48′50″N 74°04′26″V / 40.814°N 74.074°V \| \| Lincoln Financial Field: \| 39°54′04″N 75°10′01″V / 39.901°N 75.167°V \| \| Levi's Stadium: \| 37°24′11″N 121°58′12″V / 37.403°N 121.970°V \| \| Rose Bowl: \| 34°09′40″N 118°10′05″V / 34.161°N 118.168°V \| \| University of Phoenix Stadium: \| 33°31′41″N 112°15′47″V / 33.528°N 112.263°V \| \| NRG Stadium: \| 29°41′06″N 95°24′40″V / 29.685°N 95.411°V \| \| Camping World Stadium: \| 28°32′20″N 81°24′11″V / 28.539°N 81.403°V \| | Koordinater för arenorna: \| CenturyLink Field: \| 47°35′42″N 122°19′55″V / 47.595°N 122.332°V \| \| Soldier Field: \| 41°51′43″N 87°37′01″V / 41.862°N 87.617°V \| \| Gillette Stadium: \| 42°05′28″N 71°15′50″V / 42.091°N 71.264°V \| \| MetLife Stadium: \| 40°48′50″N 74°04′26″V / 40.814°N 74.074°V \| \| Lincoln Financial Field: \| 39°54′04″N 75°10′01″V / 39.901°N 75.167°V \| \| Levi's Stadium: \| 37°24′11″N 121°58′12″V / 37.403°N 121.970°V \| \| Rose Bowl: \| 34°09′40″N 118°10′05″V / 34.161°N 118.168°V \| \| University of Phoenix Stadium: \| 33°31′41″N 112°15′47″V / 33.528°N 112.263°V \| \| NRG Stadium: \| 29°41′06″N 95°24′40″V / 29.685°N 95.411°V \| \| Camping World Stadium: \| 28°32′20″N 81°24′11″V / 28.539°N 81.403°V \| |
| CenturyLink Field: | 47°35′42″N 122°19′55″V / 47.595°N 122.332°V                                                                                        | | | |
| Soldier Field: | 41°51′43″N 87°37′01″V / 41.862°N 87.617°V                                                                                          | | | |
| Gillette Stadium: | 42°05′28″N 71°15′50″V / 42.091°N 71.264°V                                                                                          | | | |
| MetLife Stadium: | 40°48′50″N 74°04′26″V / 40.814°N 74.074°V                                                                                          | | | |
| Lincoln Financial Field: | 39°54′04″N 75°10′01″V / 39.901°N 75.167°V                                                                                          | | | |
| Levi's Stadium: | 37°24′11″N 121°58′12″V / 37.403°N 121.970°V                                                                                        | | | |
| Rose Bowl: | 34°09′40″N 118°10′05″V / 34.161°N 118.168°V                                                                                        | | | |
| University of Phoenix Stadium: | 33°31′41″N 112°15′47″V / 33.528°N 112.263°V                                                                                        | | | |
| NRG Stadium: | 29°41′06″N 95°24′40″V / 29.685°N 95.411°V                                                                                          | | | |
| Camping World Stadium: | 28°32′20″N 81°24′11″V / 28.539°N 81.403°V                                                                                          | | | |

## Deltagande lag
| Landslag   | Förbund  | Kvalifikationsmetod                       | Deltagande i ordning | Titlar | Ranking | Ranking |
| Landslag   | Förbund  | Kvalifikationsmetod                       | Deltagande i ordning | Titlar | 12/2015 | 6/2016  |
| ---------- | -------- | ----------------------------------------- | -------------------- | ------ | ------- | ------- |
| Costa Rica | Concacaf | Mästare i Copa Centroamericana 2014       | 5:e                  | 0      | 37      | 23      |
| Haiti      | Concacaf | Kvalspelet till Copa América Centenario   | 1:a                  | 0      | 77      | 74      |
| Jamaica    | Concacaf | Mästare i Karibiska mästerskapet 2014     | 2:a                  | 0      | 54      | 46      |
| Mexiko     | Concacaf | Inbjudet till mästerskapet                | 10:e                 | 0      | 22      | 16      |
| Panama     | Concacaf | Kvalspelet till Copa América Centenario   | 1:a                  | 0      | 64      | 56      |
| USA        | Concacaf | Inbjudet till mästerskapet som värdnation | 4:e                  | 0      | 32      | 31      |
| Argentina  | Conmebol | Inbjudet till mästerskapet                | 41:a                 | 14     | 2       | 1       |
| Bolivia    | Conmebol | Inbjudet till mästerskapet                | 26:e                 | 1      | 68      | 82      |
| Brasilien  | Conmebol | Inbjudet till mästerskapet                | 35:e                 | 8      | 6       | 7       |
| Chile (RM) | Conmebol | Inbjudet till mästerskapet                | 38:e                 | 1      | 5       | 5       |
| Colombia   | Conmebol | Inbjudet till mästerskapet                | 21:a                 | 1      | 8       | 3       |
| Ecuador    | Conmebol | Inbjudet till mästerskapet                | 27:e                 | 0      | 13      | 13      |
| Paraguay   | Conmebol | Inbjudet till mästerskapet                | 36:e                 | 2      | 46      | 44      |
| Peru       | Conmebol | Inbjudet till mästerskapet                | 31:a                 | 2      | 47      | 48      |
| Uruguay    | Conmebol | Inbjudet till mästerskapet                | 43:e                 | 15     | 11      | 9       |
| Venezuela  | Conmebol | Inbjudet till mästerskapet                | 17:e                 | 0      | 83      | 77      |

I turneringen kommer 16 lag från fotbollsförbunden Conmebol och Concacaf att delta: alla tio medlemsländer från Conmebol har ett lag, vinnarlaget av Copa Centroamericana 2014 (Costa Rica), vinnarlaget från Karibiska mästerskapet 2014 (Jamaica), de två inbjudna nationerna USA och Mexiko samt de två segrande lagen i kvalspelet (Haiti och Panama).
Uruguay är laget som har deltagit vid flest mästerskap (42 stycken) följt av Argentina (40 stycken). Haiti och Panama gör här sitt första deltagande i mästerskapet, medan Jamaica gör sitt andra deltagande, då man debuterade i CA 2015. Mexiko är det lag, ej förbundet med CONMEBOL, som har deltagit i flest mästerskap (9 stycken).
Tabellen listar lagens antal titlar, samt lagens Fifa-ranking för december 2015 (lottningsgrupperna baseras på denna ranking) samt juni 2016.

## Spelartrupper
Fotbollsförbunden fick ta med en trupp på 23 spelare. Varje deltagande lag var tvungna att ha bekräftat en 23-mannatrupp innan turneringens start. Tre av de 23 spelarna skulle vara målvakter som ej får spela som utespelare.

## Resultat

### Gruppspel
Gruppseedningen och matchschemat fastställdes den 17 december 2015. USA tilldelades plats A1 i grupp A då man var värd för mästerskapet. Argentina blev tilldelad plats D1 då man var det högst rankade laget i utefter Fifas världsranking för herrar för december 2015 (plats 2). Brasilien och Mexiko blev tilldelade plats B1 och C1 då man de mest framträdande lagen under de senaste hundra åren, i respektive konfederation. Uruguays fotbollsförbund kritiserade kriterierna, då lagets herrlandslag hade vunnit flest mästerskap sett till världsmästerskap och kontinentala mästerskap (totalt 17 titlar, Brasilien hade vid detta mästerskap 13 titlar).
Lottningen till gruppspelet äger rum söndagen den 21 februari 2016, i Hammerstein Ballroom i New York. Lagen seedas efter Fifas världsranking för december 2015.

#### Grupp A
| Nr | Lag        | S | V | O | F | GM | IM | MS | P |
| -- | ---------- | - | - | - | - | -- | -- | -- | - |
| 1  | USA        | 3 | 2 | 0 | 1 | 5  | 2  | +3 | 6 |
| 2  | Colombia   | 3 | 2 | 0 | 1 | 6  | 4  | +2 | 6 |
| 3  | Costa Rica | 3 | 1 | 1 | 1 | 3  | 6  | −3 | 4 |
| 4  | Paraguay   | 3 | 0 | 1 | 2 | 1  | 3  | −2 | 1 |

| 1           | 3 juni 2016 | USA | 0 – 2   | Colombia                                      | Levi's Stadium                                                    |                                                                   |
| 18:30 UTC−7 | 18:30 UTC−7 |     | (0 – 2) | Cristián Zapata 8′ James Rodríguez 42′ (str.) | Santa Clara Publik: 67 439 Domare: Roberto García Orozco (Mexiko) | Santa Clara Publik: 67 439 Domare: Roberto García Orozco (Mexiko) |
| 18:30 UTC−7 | 18:30 UTC−7 |     |         |                                               | Santa Clara Publik: 67 439 Domare: Roberto García Orozco (Mexiko) | Santa Clara Publik: 67 439 Domare: Roberto García Orozco (Mexiko) |
| 18:30 UTC−7 | 18:30 UTC−7 |     |         |                                               | Santa Clara Publik: 67 439 Domare: Roberto García Orozco (Mexiko) | Santa Clara Publik: 67 439 Domare: Roberto García Orozco (Mexiko) |

| 2           | 4 juni 2016 | Costa Rica | 0 – 0 | Paraguay | Camping World Stadium                                       |                                                             |
| 17:00 UTC−4 | 17:00 UTC−4 |            |       |          | Orlando Publik: 14 334 Domare: Patricio Loustau (Argentina) | Orlando Publik: 14 334 Domare: Patricio Loustau (Argentina) |
| 17:00 UTC−4 | 17:00 UTC−4 |            |       |          | Orlando Publik: 14 334 Domare: Patricio Loustau (Argentina) | Orlando Publik: 14 334 Domare: Patricio Loustau (Argentina) |
| 17:00 UTC−4 | 17:00 UTC−4 |            |       |          | Orlando Publik: 14 334 Domare: Patricio Loustau (Argentina) | Orlando Publik: 14 334 Domare: Patricio Loustau (Argentina) |

| 9           | 7 juni 2016 | USA                                                                       | 4 – 0   | Costa Rica | Soldier Field                                           |                                                         |
| 19:00 UTC−5 | 19:00 UTC−5 | Clint Dempsey 9′ (str.) Jermaine Jones 37′ Bobby Wood 42′ Graham Zusi 87′ | (3 – 0) |            | Chicago Publik: 39 642 Domare: Roddy Zambrano (Ecuador) | Chicago Publik: 39 642 Domare: Roddy Zambrano (Ecuador) |
| 19:00 UTC−5 | 19:00 UTC−5 |                                                                           |         |            | Chicago Publik: 39 642 Domare: Roddy Zambrano (Ecuador) | Chicago Publik: 39 642 Domare: Roddy Zambrano (Ecuador) |
| 19:00 UTC−5 | 19:00 UTC−5 |                                                                           |         |            | Chicago Publik: 39 642 Domare: Roddy Zambrano (Ecuador) | Chicago Publik: 39 642 Domare: Roddy Zambrano (Ecuador) |

| 10          | 7 juni 2016 | Colombia                             | 2 – 1   | Paraguay         | Rose Bowl                                               |                                                         |
| 19:30 UTC−7 | 19:30 UTC−7 | Carlos Bacca 12′ James Rodríguez 30′ | (2 – 0) | Víctor Ayala 71′ | Pasadena Publik: 42 766 Domare: Héber Lopes (Brasilien) | Pasadena Publik: 42 766 Domare: Héber Lopes (Brasilien) |
| 19:30 UTC−7 | 19:30 UTC−7 |                                      |         |                  | Pasadena Publik: 42 766 Domare: Héber Lopes (Brasilien) | Pasadena Publik: 42 766 Domare: Héber Lopes (Brasilien) |
| 19:30 UTC−7 | 19:30 UTC−7 |                                      |         |                  | Pasadena Publik: 42 766 Domare: Héber Lopes (Brasilien) | Pasadena Publik: 42 766 Domare: Héber Lopes (Brasilien) |

| 17          | 11 juni 2016 | USA               | 1 – 0   | Paraguay | Lincoln Financial Field                                    |                                                            |
| 19:00 UTC−4 | 19:00 UTC−4  | Clint Dempsey 27′ | (1 – 0) |          | Philadelphia Publik: 51 041 Domare: Julio Bascuñán (Chile) | Philadelphia Publik: 51 041 Domare: Julio Bascuñán (Chile) |
| 19:00 UTC−4 | 19:00 UTC−4  |                   |         |          | Philadelphia Publik: 51 041 Domare: Julio Bascuñán (Chile) | Philadelphia Publik: 51 041 Domare: Julio Bascuñán (Chile) |
| 19:00 UTC−4 | 19:00 UTC−4  |                   |         |          | Philadelphia Publik: 51 041 Domare: Julio Bascuñán (Chile) | Philadelphia Publik: 51 041 Domare: Julio Bascuñán (Chile) |

| 18          | 11 juni 2016 | Colombia                         | 2 – 3   | Costa Rica                                               | NRG Stadium                                            |                                                        |
| 20:00 UTC−5 | 20:00 UTC−5  | Frank Fabra 6′ Marlos Moreno 73′ | (1 – 2) | Johan Venegas 2′ Frank Fabra 34′ (sjm.) Celso Borges 58′ | Houston Publik: 45 808 Domare: José Argote (Venezuela) | Houston Publik: 45 808 Domare: José Argote (Venezuela) |
| 20:00 UTC−5 | 20:00 UTC−5  |                                  |         |                                                          | Houston Publik: 45 808 Domare: José Argote (Venezuela) | Houston Publik: 45 808 Domare: José Argote (Venezuela) |
| 20:00 UTC−5 | 20:00 UTC−5  |                                  |         |                                                          | Houston Publik: 45 808 Domare: José Argote (Venezuela) | Houston Publik: 45 808 Domare: José Argote (Venezuela) |

#### Grupp B
| Nr | Lag       | S | V | O | F | GM | IM | MS  | P |
| -- | --------- | - | - | - | - | -- | -- | --- | - |
| 1  | Peru      | 3 | 2 | 1 | 0 | 4  | 2  | +2  | 7 |
| 2  | Ecuador   | 3 | 1 | 2 | 0 | 6  | 2  | +4  | 5 |
| 3  | Brasilien | 3 | 1 | 1 | 1 | 7  | 2  | +5  | 4 |
| 4  | Haiti     | 3 | 0 | 0 | 3 | 1  | 12 | −11 | 0 |

| 3           | 4 juni 2016 | Haiti | 0 – 1   | Peru               | CenturyLink Field                                  |                                                    |
| 16:30 UTC−7 | 16:30 UTC−7 |       | (0 – 0) | Paolo Guerrero 61′ | Seattle Publik: 20 190 Domare: Jhon Pitti (Panama) | Seattle Publik: 20 190 Domare: Jhon Pitti (Panama) |
| 16:30 UTC−7 | 16:30 UTC−7 |       |         |                    | Seattle Publik: 20 190 Domare: Jhon Pitti (Panama) | Seattle Publik: 20 190 Domare: Jhon Pitti (Panama) |
| 16:30 UTC−7 | 16:30 UTC−7 |       |         |                    | Seattle Publik: 20 190 Domare: Jhon Pitti (Panama) | Seattle Publik: 20 190 Domare: Jhon Pitti (Panama) |

| 4           | 4 juni 2016 | Brasilien | 0 – 0 | Ecuador | Rose Bowl                                              |                                                        |
| 19:00 UTC−7 | 19:00 UTC−7 |           |       |         | Pasadena Publik: 53 158 Domare: Julio Bascuñán (Chile) | Pasadena Publik: 53 158 Domare: Julio Bascuñán (Chile) |
| 19:00 UTC−7 | 19:00 UTC−7 |           |       |         | Pasadena Publik: 53 158 Domare: Julio Bascuñán (Chile) | Pasadena Publik: 53 158 Domare: Julio Bascuñán (Chile) |
| 19:00 UTC−7 | 19:00 UTC−7 |           |       |         | Pasadena Publik: 53 158 Domare: Julio Bascuñán (Chile) | Pasadena Publik: 53 158 Domare: Julio Bascuñán (Chile) |

| 11          | 8 juni 2016 | Brasilien                                                                            | 7 – 1   | Haiti              | Camping World Stadium                            |                                                  |
| 19:30 UTC−4 | 19:30 UTC−4 | Philippe Coutinho 14′, 29′, 90+2′ Renato Augusto 35′, 86′ Gabriel 59′ Lucas Lima 67′ | (3 – 0) | James Marcelin 70′ | Orlando Publik: 28 241 Domare: Mark Geiger (USA) | Orlando Publik: 28 241 Domare: Mark Geiger (USA) |
| 19:30 UTC−4 | 19:30 UTC−4 |                                                                                      |         |                    | Orlando Publik: 28 241 Domare: Mark Geiger (USA) | Orlando Publik: 28 241 Domare: Mark Geiger (USA) |
| 19:30 UTC−4 | 19:30 UTC−4 |                                                                                      |         |                    | Orlando Publik: 28 241 Domare: Mark Geiger (USA) | Orlando Publik: 28 241 Domare: Mark Geiger (USA) |

| 12          | 8 juni 2016 | Ecuador                               | 2 – 2   | Peru                                 | University of Phoenix Stadium                            |                                                          |
| 20:00 UTC−6 | 20:00 UTC−6 | Enner Valencia 39′ Miller Bolaños 49′ | (1 – 2) | Christian Cueva 5′ Edison Flores 13′ | Glendale Publik: 11 937 Domare: Wilmar Roldán (Colombia) | Glendale Publik: 11 937 Domare: Wilmar Roldán (Colombia) |
| 20:00 UTC−6 | 20:00 UTC−6 |                                       |         |                                      | Glendale Publik: 11 937 Domare: Wilmar Roldán (Colombia) | Glendale Publik: 11 937 Domare: Wilmar Roldán (Colombia) |
| 20:00 UTC−6 | 20:00 UTC−6 |                                       |         |                                      | Glendale Publik: 11 937 Domare: Wilmar Roldán (Colombia) | Glendale Publik: 11 937 Domare: Wilmar Roldán (Colombia) |

| 19          | 12 juni 2016 | Ecuador                                                                     | 4 – 0   | Haiti | MetLife Stadium                                              |                                                              |
| 18:30 UTC−4 | 18:30 UTC−4  | Enner Valencia 11′ Jaime Ayoví 20′ Christian Noboa 57′ Antonio Valencia 78′ | (2 – 0) |       | East Rutherford Publik: 50 976 Domare: Gery Vargas (Bolivia) | East Rutherford Publik: 50 976 Domare: Gery Vargas (Bolivia) |
| 18:30 UTC−4 | 18:30 UTC−4  |                                                                             |         |       | East Rutherford Publik: 50 976 Domare: Gery Vargas (Bolivia) | East Rutherford Publik: 50 976 Domare: Gery Vargas (Bolivia) |
| 18:30 UTC−4 | 18:30 UTC−4  |                                                                             |         |       | East Rutherford Publik: 50 976 Domare: Gery Vargas (Bolivia) | East Rutherford Publik: 50 976 Domare: Gery Vargas (Bolivia) |

| 20          | 12 juni 2016 | Brasilien | 0 – 1   | Peru             | Gillette Stadium                                         |                                                          |
| 20:30 UTC−4 | 20:30 UTC−4  |           | (0 – 0) | Raúl Ruidíaz 75′ | Foxborough Publik: 36 187 Domare: Andrés Cunha (Uruguay) | Foxborough Publik: 36 187 Domare: Andrés Cunha (Uruguay) |
| 20:30 UTC−4 | 20:30 UTC−4  |           |         |                  | Foxborough Publik: 36 187 Domare: Andrés Cunha (Uruguay) | Foxborough Publik: 36 187 Domare: Andrés Cunha (Uruguay) |
| 20:30 UTC−4 | 20:30 UTC−4  |           |         |                  | Foxborough Publik: 36 187 Domare: Andrés Cunha (Uruguay) | Foxborough Publik: 36 187 Domare: Andrés Cunha (Uruguay) |

#### Grupp C
| Nr | Lag       | S | V | O | F | GM | IM | MS | P |
| -- | --------- | - | - | - | - | -- | -- | -- | - |
| 1  | Mexiko    | 3 | 2 | 1 | 0 | 6  | 2  | +4 | 7 |
| 2  | Venezuela | 3 | 2 | 1 | 0 | 3  | 1  | +2 | 7 |
| 3  | Uruguay   | 3 | 1 | 0 | 2 | 4  | 4  | 0  | 3 |
| 4  | Jamaica   | 3 | 0 | 0 | 3 | 0  | 6  | −6 | 0 |

| 5           | 5 juni 2016 | Jamaica | 0 – 1   | Venezuela          | Soldier Field                                         |                                                       |
| 16:00 UTC−5 | 16:00 UTC−5 |         | (0 – 1) | Josef Martínez 15′ | Chicago Publik: 25 560 Domare: Víctor Carrillo (Peru) | Chicago Publik: 25 560 Domare: Víctor Carrillo (Peru) |
| 16:00 UTC−5 | 16:00 UTC−5 |         |         |                    | Chicago Publik: 25 560 Domare: Víctor Carrillo (Peru) | Chicago Publik: 25 560 Domare: Víctor Carrillo (Peru) |
| 16:00 UTC−5 | 16:00 UTC−5 |         |         |                    | Chicago Publik: 25 560 Domare: Víctor Carrillo (Peru) | Chicago Publik: 25 560 Domare: Víctor Carrillo (Peru) |

| 6           | 5 juni 2016 | Mexiko                                                           | 3 – 1   | Uruguay         | University of Phoenix Stadium                              |                                                            |
| 18:00 UTC−6 | 18:00 UTC−6 | Álvaro Pereira 4′ (sjm.) Rafael Márquez 85′ Héctor Herrera 90+2′ | (1 – 0) | Diego Godín 74′ | Glendale Publik: 60 025 Domare: Enrique Cáceres (Paraguay) | Glendale Publik: 60 025 Domare: Enrique Cáceres (Paraguay) |
| 18:00 UTC−6 | 18:00 UTC−6 |                                                                  |         |                 | Glendale Publik: 60 025 Domare: Enrique Cáceres (Paraguay) | Glendale Publik: 60 025 Domare: Enrique Cáceres (Paraguay) |
| 18:00 UTC−6 | 18:00 UTC−6 |                                                                  |         |                 | Glendale Publik: 60 025 Domare: Enrique Cáceres (Paraguay) | Glendale Publik: 60 025 Domare: Enrique Cáceres (Paraguay) |

| 13          | 9 juni 2016 | Uruguay | 0 – 1   | Venezuela               | Lincoln Financial Field                                          |                                                                  |
| 19:30 UTC−4 | 19:30 UTC−4 |         | (0 – 1) | José Salomón Rondón 36′ | Philadelphia Publik: 23 002 Domare: Patricio Loustau (Argentina) | Philadelphia Publik: 23 002 Domare: Patricio Loustau (Argentina) |
| 19:30 UTC−4 | 19:30 UTC−4 |         |         |                         | Philadelphia Publik: 23 002 Domare: Patricio Loustau (Argentina) | Philadelphia Publik: 23 002 Domare: Patricio Loustau (Argentina) |
| 19:30 UTC−4 | 19:30 UTC−4 |         |         |                         | Philadelphia Publik: 23 002 Domare: Patricio Loustau (Argentina) | Philadelphia Publik: 23 002 Domare: Patricio Loustau (Argentina) |

| 14          | 9 juni 2016 | Mexiko                                 | 2 – 0   | Jamaica | Rose Bowl                                                  |                                                            |
| 19:00 UTC−7 | 19:00 UTC−7 | Javier Hernández 18′ Oribe Peralta 81′ | (1 – 0) |         | Pasadena Publik: 83 263 Domare: Wilton Sampaio (Brasilien) | Pasadena Publik: 83 263 Domare: Wilton Sampaio (Brasilien) |
| 19:00 UTC−7 | 19:00 UTC−7 |                                        |         |         | Pasadena Publik: 83 263 Domare: Wilton Sampaio (Brasilien) | Pasadena Publik: 83 263 Domare: Wilton Sampaio (Brasilien) |
| 19:00 UTC−7 | 19:00 UTC−7 |                                        |         |         | Pasadena Publik: 83 263 Domare: Wilton Sampaio (Brasilien) | Pasadena Publik: 83 263 Domare: Wilton Sampaio (Brasilien) |

| 21          | 13 juni 2016 | Mexiko           | 1 – 1   | Venezuela                 | NRG Stadium                                          |                                                      |
| 19:00 UTC−5 | 19:00 UTC−5  | Jesús Corona 80′ | (0 – 1) | José Manuel Velázquez 10′ | Houston Publik: 67 319 Domare: Yadel Martínez (Kuba) | Houston Publik: 67 319 Domare: Yadel Martínez (Kuba) |
| 19:00 UTC−5 | 19:00 UTC−5  |                  |         |                           | Houston Publik: 67 319 Domare: Yadel Martínez (Kuba) | Houston Publik: 67 319 Domare: Yadel Martínez (Kuba) |
| 19:00 UTC−5 | 19:00 UTC−5  |                  |         |                           | Houston Publik: 67 319 Domare: Yadel Martínez (Kuba) | Houston Publik: 67 319 Domare: Yadel Martínez (Kuba) |

| 22          | 13 juni 2016 | Uruguay                                                           | 3 – 0   | Jamaica | Levi's Stadium                                                 |                                                                |
| 19:00 UTC−7 | 19:00 UTC−7  | Abel Hernández 21′ Je-Vaughn Watson 66′ (sjm.) Mathías Corujo 88′ | (1 – 0) |         | Santa Clara Publik: 40 166 Domare: Wilson Lamouroux (Colombia) | Santa Clara Publik: 40 166 Domare: Wilson Lamouroux (Colombia) |
| 19:00 UTC−7 | 19:00 UTC−7  |                                                                   |         |         | Santa Clara Publik: 40 166 Domare: Wilson Lamouroux (Colombia) | Santa Clara Publik: 40 166 Domare: Wilson Lamouroux (Colombia) |
| 19:00 UTC−7 | 19:00 UTC−7  |                                                                   |         |         | Santa Clara Publik: 40 166 Domare: Wilson Lamouroux (Colombia) | Santa Clara Publik: 40 166 Domare: Wilson Lamouroux (Colombia) |

#### Grupp D
| Nr | Lag       | S | V | O | F | GM | IM | MS | P |
| -- | --------- | - | - | - | - | -- | -- | -- | - |
| 1  | Argentina | 3 | 3 | 0 | 0 | 10 | 1  | +9 | 9 |
| 2  | Chile     | 3 | 2 | 0 | 1 | 7  | 5  | +2 | 6 |
| 3  | Panama    | 3 | 1 | 0 | 2 | 4  | 10 | −6 | 3 |
| 4  | Bolivia   | 3 | 0 | 0 | 3 | 2  | 7  | −5 | 0 |

| 7           | 6 juni 2016 | Panama              | 2 – 1   | Bolivia              | Camping World Stadium                                       |                                                             |
| 19:00 UTC−4 | 19:00 UTC−4 | Blas Pérez 11′, 87′ | (1 – 0) | Juan Carlos Arce 54′ | Orlando Publik: 13 466 Domare: Ricardo Montero (Costa Rica) | Orlando Publik: 13 466 Domare: Ricardo Montero (Costa Rica) |
| 19:00 UTC−4 | 19:00 UTC−4 |                     |         |                      | Orlando Publik: 13 466 Domare: Ricardo Montero (Costa Rica) | Orlando Publik: 13 466 Domare: Ricardo Montero (Costa Rica) |
| 19:00 UTC−4 | 19:00 UTC−4 |                     |         |                      | Orlando Publik: 13 466 Domare: Ricardo Montero (Costa Rica) | Orlando Publik: 13 466 Domare: Ricardo Montero (Costa Rica) |

| 8           | 6 juni 2016 | Argentina                          | 2 – 1   | Chile                       | Levi's Stadium                                                |                                                               |
| 19:00 UTC−7 | 19:00 UTC−7 | Ángel Di María 51′ Éver Banega 59′ | (0 – 0) | José Pedro Fuenzalida 90+3′ | Santa Clara Publik: 69 451 Domare: Daniel Fedorczuk (Uruguay) | Santa Clara Publik: 69 451 Domare: Daniel Fedorczuk (Uruguay) |
| 19:00 UTC−7 | 19:00 UTC−7 |                                    |         |                             | Santa Clara Publik: 69 451 Domare: Daniel Fedorczuk (Uruguay) | Santa Clara Publik: 69 451 Domare: Daniel Fedorczuk (Uruguay) |
| 19:00 UTC−7 | 19:00 UTC−7 |                                    |         |                             | Santa Clara Publik: 69 451 Domare: Daniel Fedorczuk (Uruguay) | Santa Clara Publik: 69 451 Domare: Daniel Fedorczuk (Uruguay) |

| 15          | 10 juni 2016 | Chile                           | 2 – 1   | Bolivia             | Gillette Stadium                                     |                                                      |
| 19:00 UTC−4 | 19:00 UTC−4  | Arturo Vidal 46′, 90+10′ (str.) | (0 – 0) | Jhasmani Campos 61′ | Foxborough Publik: 19 392 Domare: Jair Marrufo (USA) | Foxborough Publik: 19 392 Domare: Jair Marrufo (USA) |
| 19:00 UTC−4 | 19:00 UTC−4  |                                 |         |                     | Foxborough Publik: 19 392 Domare: Jair Marrufo (USA) | Foxborough Publik: 19 392 Domare: Jair Marrufo (USA) |
| 19:00 UTC−4 | 19:00 UTC−4  |                                 |         |                     | Foxborough Publik: 19 392 Domare: Jair Marrufo (USA) | Foxborough Publik: 19 392 Domare: Jair Marrufo (USA) |

| 16          | 10 juni 2016 | Argentina                                                        | 5 – 0   | Panama | Soldier Field                                             |                                                           |
| 20:30 UTC−5 | 20:30 UTC−5  | Nicolás Otamendi 7′ Lionel Messi 68′, 78′, 87′ Sergio Agüero 90′ | (1 – 0) |        | Chicago Publik: 53 885 Domare: Joel Aguilar (El Salvador) | Chicago Publik: 53 885 Domare: Joel Aguilar (El Salvador) |
| 20:30 UTC−5 | 20:30 UTC−5  |                                                                  |         |        | Chicago Publik: 53 885 Domare: Joel Aguilar (El Salvador) | Chicago Publik: 53 885 Domare: Joel Aguilar (El Salvador) |
| 20:30 UTC−5 | 20:30 UTC−5  |                                                                  |         |        | Chicago Publik: 53 885 Domare: Joel Aguilar (El Salvador) | Chicago Publik: 53 885 Domare: Joel Aguilar (El Salvador) |

| 23          | 14 juni 2016 | Chile                                           | 4 – 2   | Panama                              | Lincoln Financial Field                                      |                                                              |
| 20:00 UTC−4 | 20:00 UTC−4  | Eduardo Vargas 15′, 43′ Alexis Sánchez 50′, 89′ | (2 – 1) | Miguel Camargo 5′ Abdiel Arroyo 75′ | Philadelphia Publik: 27 260 Domare: Roddy Zambrano (Ecuador) | Philadelphia Publik: 27 260 Domare: Roddy Zambrano (Ecuador) |
| 20:00 UTC−4 | 20:00 UTC−4  |                                                 |         |                                     | Philadelphia Publik: 27 260 Domare: Roddy Zambrano (Ecuador) | Philadelphia Publik: 27 260 Domare: Roddy Zambrano (Ecuador) |
| 20:00 UTC−4 | 20:00 UTC−4  |                                                 |         |                                     | Philadelphia Publik: 27 260 Domare: Roddy Zambrano (Ecuador) | Philadelphia Publik: 27 260 Domare: Roddy Zambrano (Ecuador) |

| 24          | 14 juni 2016 | Argentina                                              | 3 – 0   | Bolivia | CenturyLink Field                                     |                                                       |
| 19:00 UTC−7 | 19:00 UTC−7  | Erik Lamela 13′ Ezequiel Lavezzi 15′ Víctor Cuesta 32′ | (3 – 0) |         | Seattle Publik: 45 753 Domare: Víctor Carrillo (Peru) | Seattle Publik: 45 753 Domare: Víctor Carrillo (Peru) |
| 19:00 UTC−7 | 19:00 UTC−7  |                                                        |         |         | Seattle Publik: 45 753 Domare: Víctor Carrillo (Peru) | Seattle Publik: 45 753 Domare: Víctor Carrillo (Peru) |
| 19:00 UTC−7 | 19:00 UTC−7  |                                                        |         |         | Seattle Publik: 45 753 Domare: Víctor Carrillo (Peru) | Seattle Publik: 45 753 Domare: Víctor Carrillo (Peru) |

### Utslagsspel
|  | Kvartsfinaler | Kvartsfinaler |                   |                               | Semifinaler | Semifinaler |            |      | Final               | Final               |
|  | 0             | 0             | 0                 | 0                             | 0           | 0           | 0          | 0    | 0                   | 0                   |
|  |               |               | 0                 | 0                             |             |             | 0          | 0    |                     |                     |
|  |               |               | 0                 | 0                             |             |             | 0          | 0    |                     |                     |
|  | 0 USA         | 02            | 0                 | 0                             |             |             | 0          | 0    |                     |                     |
|  | 0 USA         | 02            | 0                 | 0                             |             |             | 0          | 0    |                     |                     |
|  | 0 Ecuador     | 01            | 0                 | 0                             |             |             | 0          | 0    |                     |                     |
|  | 0 Ecuador     | 01            | 0                 | 0                             | 0 USA       | 0           | 0          | 0    |                     |                     |
|  |               |               | 0                 | 0                             | 0 USA       | 0           | 0          | 0    |                     |                     |
|  | 0             | 0 Argentina   | 0                 | 04                            | 0           |             |            | 0    |                     |                     |
|  | 0             | 0 Argentina   | 0                 | 04                            | 0           | 0 Argentina | 04         | 0    |                     |                     |
|  | 0             |               | 0                 | Denna tabell: visa • redigera | 0           | 0 Argentina | 04         | 0    |                     |                     |
|  | 0             | 0 Venezuela   | 01                | 0                             | 0           |             |            | 0    |                     |                     |
|  | 0             | 0 Venezuela   | 01                | 0                             | 0           | 0 Argentina | 0(2)       | 0    |                     |                     |
|  | 0             |               |                   | 0                             | 0           | 0 Argentina | 0(2)       | 0    |                     |                     |
|  | 0             | 0             | 0 Chile (str.)    | 0                             | 0           | 0(4)        |            |      |                     |                     |
|  | 0             | 0             | 0 Chile (str.)    | 0                             | 0           | 0(4)        | 0 Peru     | 0(2) |                     |                     |
|  | 0             | 0             |                   |                               | 0           |             |            | 0(2) |                     |                     |
|  | 0             | 0             | 0 Colombia (str.) | 0(4)                          | 0           | 0           |            |      |                     |                     |
|  | 0             | 0             | 0 Colombia (str.) | 0(4)                          | 0           | 0           | 0 Colombia | 0    | Match om tredjepris | Match om tredjepris |
|  | 0             | 0             |                   |                               | 0           | 0           | 0 Colombia | 0    | Match om tredjepris | Match om tredjepris |
|  | 0             | 0             | 0 Chile           | 02                            | 0           | 0           |            |      |                     |                     |
|  | 0             | 0             | 0 Chile           | 02                            | 0           | 0           | 0 Mexiko   | 0    | 0 USA               | 0                   |
|  | 0             | 0             |                   |                               | 0           | 0           | 0 Mexiko   | 0    | 0 USA               | 0                   |
|  | 0             | 0             | 0 Chile           | 07                            | 0           | 0           | 0 Colombia | 01   |                     |                     |
|  | 0             | 0             | 0 Chile           | 07                            | 0           | 0           | 0 Colombia | 01   |                     |                     |
|  |               |               |                   |                               |             |             |            |      |                     |                     |
|  |               |               |                   |                               |             |             |            |      |                     |                     |

#### Kvartsfinaler
| 25          | 16 juni 2016 | USA                                | 2 – 1   | Ecuador            | CenturyLink Field                                       |                                                         |
| 18:30 UTC−7 | 18:30 UTC−7  | Clint Dempsey 22′ Gyasi Zardes 65′ | (1 – 0) | Michael Arroyo 74′ | Seattle Publik: 47 322 Domare: Wilmar Roldán (Colombia) | Seattle Publik: 47 322 Domare: Wilmar Roldán (Colombia) |
| 18:30 UTC−7 | 18:30 UTC−7  |                                    |         |                    | Seattle Publik: 47 322 Domare: Wilmar Roldán (Colombia) | Seattle Publik: 47 322 Domare: Wilmar Roldán (Colombia) |
| 18:30 UTC−7 | 18:30 UTC−7  |                                    |         |                    | Seattle Publik: 47 322 Domare: Wilmar Roldán (Colombia) | Seattle Publik: 47 322 Domare: Wilmar Roldán (Colombia) |

| 26          | 17 juni 2016 | Peru                                                    | 0 – 0                      | Colombia                                                   | MetLife Stadium                                                     |                                                                     |
| 20:00 UTC−4 | 20:00 UTC−4  |                                                         |                            |                                                            | East Rutherford Publik: 79 194 Domare: Patricio Loustau (Argentina) | East Rutherford Publik: 79 194 Domare: Patricio Loustau (Argentina) |
| 20:00 UTC−4 | 20:00 UTC−4  |                                                         |                            |                                                            | East Rutherford Publik: 79 194 Domare: Patricio Loustau (Argentina) | East Rutherford Publik: 79 194 Domare: Patricio Loustau (Argentina) |
| 20:00 UTC−4 | 20:00 UTC−4  | Raúl Ruidíaz Renato Tapia Miguel Trauco Christian Cueva | Straffsparksläggning 2 – 4 | James Rodríguez Juan Cuadrado Dayro Moreno Sebastián Pérez | East Rutherford Publik: 79 194 Domare: Patricio Loustau (Argentina) | East Rutherford Publik: 79 194 Domare: Patricio Loustau (Argentina) |

| 27          | 18 juni 2016 | Argentina                                                | 4 – 1   | Venezuela          | Gillette Stadium                                                 |                                                                  |
| 19:00 UTC−4 | 19:00 UTC−4  | Gonzalo Higuaín 8′, 28′ Lionel Messi 60′ Erik Lamela 71′ | (2 – 0) | Salomón Rondón 70′ | Foxborough Publik: 59 183 Domare: Roberto García Orozco (Mexiko) | Foxborough Publik: 59 183 Domare: Roberto García Orozco (Mexiko) |
| 19:00 UTC−4 | 19:00 UTC−4  |                                                          |         |                    | Foxborough Publik: 59 183 Domare: Roberto García Orozco (Mexiko) | Foxborough Publik: 59 183 Domare: Roberto García Orozco (Mexiko) |
| 19:00 UTC−4 | 19:00 UTC−4  |                                                          |         |                    | Foxborough Publik: 59 183 Domare: Roberto García Orozco (Mexiko) | Foxborough Publik: 59 183 Domare: Roberto García Orozco (Mexiko) |

| 28          | 18 juni 2016 | Mexiko | 0 – 7   | Chile                                                                    | Levi's Stadium                                             |                                                            |
| 19:00 UTC−7 | 19:00 UTC−7  |        | (0 – 2) | Edson Puch 16′, 88′ Eduardo Vargas 44′, 52′, 57′, 74′ Alexis Sánchez 49′ | Santa Clara Publik: 70 547 Domare: Héber Lopes (Brasilien) | Santa Clara Publik: 70 547 Domare: Héber Lopes (Brasilien) |
| 19:00 UTC−7 | 19:00 UTC−7  |        |         |                                                                          | Santa Clara Publik: 70 547 Domare: Héber Lopes (Brasilien) | Santa Clara Publik: 70 547 Domare: Héber Lopes (Brasilien) |
| 19:00 UTC−7 | 19:00 UTC−7  |        |         |                                                                          | Santa Clara Publik: 70 547 Domare: Héber Lopes (Brasilien) | Santa Clara Publik: 70 547 Domare: Héber Lopes (Brasilien) |

#### Semifinaler
| 29          | 21 juni 2016 | USA | 0 – 4   | Argentina                                                     | NRG Stadium                                               |                                                           |
| 20:00 UTC−5 | 20:00 UTC−5  |     | (0 – 2) | Ezequiel Lavezzi 3′ Lionel Messi 32′ Gonzalo Higuaín 50′, 86′ | Houston Publik: 70 858 Domare: Enrique Cáceres (Paraguay) | Houston Publik: 70 858 Domare: Enrique Cáceres (Paraguay) |
| 20:00 UTC−5 | 20:00 UTC−5  |     |         |                                                               | Houston Publik: 70 858 Domare: Enrique Cáceres (Paraguay) | Houston Publik: 70 858 Domare: Enrique Cáceres (Paraguay) |
| 20:00 UTC−5 | 20:00 UTC−5  |     |         |                                                               | Houston Publik: 70 858 Domare: Enrique Cáceres (Paraguay) | Houston Publik: 70 858 Domare: Enrique Cáceres (Paraguay) |

| 30          | 22 juni 2016 | Colombia | 0 – 2   | Chile                                         | Soldier Field                                             |                                                           |
| 19:00 UTC−5 | 19:00 UTC−5  |          | (0 – 2) | Charles Aránguiz 7′ José Pedro Fuenzalida 11′ | Chicago Publik: 55 423 Domare: Joel Aguilar (El Salvador) | Chicago Publik: 55 423 Domare: Joel Aguilar (El Salvador) |
| 19:00 UTC−5 | 19:00 UTC−5  |          |         |                                               | Chicago Publik: 55 423 Domare: Joel Aguilar (El Salvador) | Chicago Publik: 55 423 Domare: Joel Aguilar (El Salvador) |
| 19:00 UTC−5 | 19:00 UTC−5  |          |         |                                               | Chicago Publik: 55 423 Domare: Joel Aguilar (El Salvador) | Chicago Publik: 55 423 Domare: Joel Aguilar (El Salvador) |

#### Match om tredjepris
| 31          | 25 juni 2016 | USA | 0 – 1   | Colombia         | University of Phoenix Stadium                              |                                                            |
| 18:00 UTC−6 | 18:00 UTC−6  |     | (0 – 1) | Carlos Bacca 31′ | Glendale Publik: 29 041 Domare: Daniel Fedorczuk (Uruguay) | Glendale Publik: 29 041 Domare: Daniel Fedorczuk (Uruguay) |
| 18:00 UTC−6 | 18:00 UTC−6  |     |         |                  | Glendale Publik: 29 041 Domare: Daniel Fedorczuk (Uruguay) | Glendale Publik: 29 041 Domare: Daniel Fedorczuk (Uruguay) |
| 18:00 UTC−6 | 18:00 UTC−6  |     |         |                  | Glendale Publik: 29 041 Domare: Daniel Fedorczuk (Uruguay) | Glendale Publik: 29 041 Domare: Daniel Fedorczuk (Uruguay) |

#### Final
| 32          | 26 juni 2016 | Argentina                                                 | 0 – 0                      | Chile                                                                          | MetLife Stadium                                                |                                                                |
| 20:07 UTC−4 | 20:07 UTC−4  |                                                           |                            |                                                                                | East Rutherford Publik: 82 026 Domare: Héber Lopes (Brasilien) | East Rutherford Publik: 82 026 Domare: Héber Lopes (Brasilien) |
| 20:07 UTC−4 | 20:07 UTC−4  |                                                           |                            |                                                                                | East Rutherford Publik: 82 026 Domare: Héber Lopes (Brasilien) | East Rutherford Publik: 82 026 Domare: Héber Lopes (Brasilien) |
| 20:07 UTC−4 | 20:07 UTC−4  | Lionel Messi Javier Mascherano Sergio Agüero Lucas Biglia | Straffsparksläggning 2 – 4 | Arturo Vidal Nicolás Castillo Charles Aránguiz Jean Beausejour Francisco Silva | East Rutherford Publik: 82 026 Domare: Héber Lopes (Brasilien) | East Rutherford Publik: 82 026 Domare: Héber Lopes (Brasilien) |

## Statistik

### Målskyttar
6 mål
- Eduardo Vargas

5 mål
- Lionel Messi

4 mål
- Gonzalo Higuaín

3 mål
- Philippe Coutinho
- Alexis Sánchez
- Clint Dempsey ×1
0

2 mål
- Ezequiel Lavezzi
- Erik Lamela
- Renato Augusto
- José Pedro Fuenzalida
- Edson Puch
- Arturo Vidal ×1
- Carlos Bacca
- James Rodríguez ×1
- Enner Valencia
- Blas Pérez
- Salomón Rondón

1 mål
- Sergio Agüero
- Éver Banega
- Víctor Cuesta
- Ángel Di María
- Nicolás Otamendi
- Juan Carlos Arce
- Jhasmani Campos
- Gabriel
- Lucas Lima
- Charles Aránguiz
- Frank Fabra
- Marlos Moreno
- Cristián Zapata
- Celso Borges
- Johan Venegas
- Michael Arroyo
- Jaime Ayoví
- Miller Bolaños
- Christian Noboa
- Antonio Valencia
- James Marcelin
- Jesús Corona
- Javier Hernández
- Héctor Herrera
- Rafael Márquez
- Oribe Peralta
- Abdiel Arroyo
- Miguel Camargo
- Víctor Ayala
- Christian Cueva
- Edison Flores
- Paolo Guerrero
- Raúl Ruidíaz
- Jermaine Jones
- Bobby Wood
- Gyasi Zardes
- Graham Zusi
- Mathías Corujo
- Diego Godín
- Abel Hernández
- Josef Martínez
- José Manuel Velázquez

Självmål
- Frank Fabra (mot Costa Rica, match #18)
- Je-Vaughn Watson (mot Uruguay, match #22)
- Álvaro Pereira (mot Mexiko, match #6)

### Sammanlagd poängtabell
| Nr | CA Centenario | S | V | O | F | GM | IM | MS  | P  |
| -- | ------------- | - | - | - | - | -- | -- | --- | -- |
| 1  | Chile         | 6 | 4 | 1 | 1 | 16 | 5  | +11 | 13 |
| 2  | Argentina     | 6 | 5 | 1 | 0 | 18 | 2  | +16 | 16 |
| 3  | Colombia      | 6 | 3 | 1 | 2 | 7  | 6  | +1  | 10 |
| 4  | USA           | 6 | 3 | 0 | 3 | 7  | 8  | −1  | 9  |
| 5  | Peru          | 4 | 2 | 2 | 0 | 4  | 2  | +2  | 8  |
| 6  | Venezuela     | 4 | 2 | 1 | 1 | 4  | 5  | −1  | 7  |
| 7  | Mexiko        | 4 | 2 | 1 | 1 | 6  | 9  | −3  | 7  |
| 8  | Ecuador       | 4 | 1 | 2 | 1 | 7  | 4  | +3  | 5  |
| 9  | Brasilien     | 3 | 1 | 1 | 1 | 7  | 2  | +5  | 4  |
| 10 | Costa Rica    | 3 | 1 | 1 | 1 | 3  | 6  | −3  | 4  |
| 11 | Uruguay       | 3 | 1 | 0 | 2 | 4  | 4  | 0   | 3  |
| 12 | Panama        | 3 | 1 | 0 | 2 | 4  | 10 | −6  | 3  |
| 13 | Paraguay      | 3 | 0 | 1 | 2 | 1  | 3  | −2  | 1  |
| 14 | Bolivia       | 3 | 0 | 0 | 3 | 2  | 7  | −5  | 0  |
| 15 | Jamaica       | 3 | 0 | 0 | 3 | 0  | 6  | −6  | 0  |
| 16 | Haiti         | 3 | 0 | 0 | 3 | 1  | 12 | −11 | 0  |